# Monica Bellucci
Monica Bellucci (Città di Castello, 30. rujna 1964.) talijanska je filmska glumica i model. Poznata je po mnogim filmskim ulogama na raznim jezicima, a dobitnica je više nagrada uključujući Globo d'oro te Francuski Orden za umjetnost i književnost. 

## Karijera
Karijeru je počela kao model s nepunih 16 godina. Iako je imala ambiciju biti pravnica, pa je na Sveučilištu u Perugiji i upisala studij prava, odlučila se potpuno posvetiti karijeri modela, a deset godina kasnije i glumice. Godine 1988. potpisala je za poznatu milansku modnu kuću Elite Model Management i ubrzo dobila brojne poslove u Parizu i New Yorku, noseći revije za Dolce & Gabbana. Godine 1989. živjela je u New Yorku kao milijunašica.
Iako se pojavila u talijanskoj seriji Vita coi figli 1991. godine, prva zamjetnija uloga bila joj sporedna uloga jedne od triju Drakulinih vampirskih nevjesta u filmu Bram Stoker's Dracula iz 1992., koju je dobila kada ju je sin Francisa Forda Coppole  zamijetio u talijanskom časopisu Zoom. Poslije snimanja filma vratila se u Italiju i počela uzimati satove glume. Glumila je u nekoliko talijanskih filmova, ali se 1995. odlučila za međunarodnu karijeru i preselila se u Pariz. L'Appartement, film noir iz 1996. donosi joj nominaciju za nagradu César, a film dobiva nagradu BAFTA. U filmu Under suspicion iz 2000. godine imala je prvu glavnu ulogu na engleskom jeziku, glumeći uz Morgana Freemana i Genea Hackmana.
Svjetsku slavu stekla je glavnom ulogom u talijanskom filmu Malèna iz 2000. godine. Film je govorio o ženi talijanskog vojnika u Drugom svjetskom ratu, koja postaje predmetom ogovaranja u maloj sicilijanskoj sredini. Ulogu Kleopatre igra u komediji Asterix i Obelix: Misija Kleopatra iz 2002., koja je samo u Francuskoj prodala 14 milijuna ulaznica, uz globalnu zaradu od 128 milijuna dolara. Redale su se uloge u međunarodnim projektima, od kojih su tržišno najuspješniji bili drugi i treći nastavak filmskog serijala The Matrix redatelja The Wachowskis – The Matrix Reloaded (zarade 742 milijuna dolara) i The Matrix Revolutions (427 milijuna dolara).
Pažnju javnosti privukla je 2004. ulogom Marije Magdalene u Pasiji redatelja Mela Gibsona, kojom se odmakla od svog seksipilnog imagea, a brojni su filmski kritičari hvalili njezinu izražajnu glumu na aramejskom jeziku. 
Talijansku nagradu Globo d'oro dobila je 2005. Te godine glumi petstogodišnju Kraljicu Zrcala u filmu Braća Grimm. U filmu The Whistleblower nadahnutom pričom o zviždačici Kathryn Bolkovac 2010. godine igra antagonisticu. S pedeset godina postaje dotad najstarija »Bondova djevojka«, u filmu Spectre iz 2015. Godine 2016. igra Nevestu u Kusturičinu filmu Na mlečnom putu, za što 2017. dobiva nagradu Nastro d'Argento europeo. Te godine pojavljuje se u trećoj sezoni serije Twin Peaks Marka Frosta i Davida Lyncha.
Francuski Orden za umjetnost i književnost (Ordre des Arts et des Lettres) 2006. dodijelio joj je Nicolas Sarkozy, a 2016. dobila je od predsjednika Françoisa Hollandea Nacionalni red Legije časti. Gradonačelnik Firence Dario Nardella udijelio joj je 2020. Ključ grada.

## Osobni život
Svojega prvog supruga, talijanskog fotografa Claudija Carlosa Bassa upoznala je 1987.; vjenčali su se u siječnju 1990., a razveli 1991. Za francuskoga glumca Vincenta Cassela udala se u kolovozu 1999. godine i s njim ima dvije kćeri: Deva je rođena 2004., a Léonie 2010. godine. Bellucci i Cassel glumili su zajedno u devet filmova, a rastali su se u kolovozu 2013. Od kraja 2017. do sredine 2019. bila je u vezi s 18 godina mlađim francuskim kiparom i modelom Nicolasom Lefebvreom. Vezu s redateljem Timom Burtonom obznanila je 2023. Uz maternji talijanski, govori francuski i engleski, a poznaje i portugalski i španjolski. Iako je odrasla kao katolkinja, odmaknula se od religije i izjašnjava se agnostičarkom. Forbes je 2018. njezino bogatstvo procijenio na 45 milijuna dolara.

## Status seks-simbola
Neki časopisi smatraju Monicu Bellucci seks-simbolom, a neki časopisi za muškarce svrstavali su je u vrh svojih izbora ljepote i seksipila.
Bellucci o svojem izgledu u interviewu BBC-ju kazala: »Ljepota je hendikep ako si glup, a ne ako si inteligentan i znaš je iskoristiti. Osjećam se dobro i ugodno u svom tijelu, ali ne zbog toga što sam lijepa. Poznajem mnoge lijepe ljude i njihovi životi su jednostavno užasni. Jako su nesigurni u sebe… Sretna sam što sam voljena i što imam divnu obitelj.«
Nazivana je »ikonom stila«, »suvremenom Liz Taylor«, »najljepšom talijanskom glumicom svih vremena«, »etabliranim simbolom europskog glamura«.

## Vanjske poveznice
|  | Zajednički poslužitelj ima stranicu o temi Monica Bellucci    |
|  | Zajednički poslužitelj ima još gradiva o temi Monica Bellucci |

- Monica Bellucci u internetskoj bazi filmova IMDb-u (engl.)